# Карбонілредуктаза-1
Карбонілредуктаза-1 (англ. Carbonyl reductase 1) – білок, який кодується геном CBR1, розташованим у людей на короткому плечі 21-ї хромосоми.  Довжина поліпептидного ланцюга білка становить 277 амінокислот, а молекулярна маса — 30 375.
| 10         |  | 20         |  | 30         |  | 40         |  | 50         |
| ---------- |  | ---------- |  | ---------- |  | ---------- |  | ---------- |
| MSSGIHVALV |  | TGGNKGIGLA |  | IVRDLCRLFS |  | GDVVLTARDV |  | TRGQAAVQQL |
| QAEGLSPRFH |  | QLDIDDLQSI |  | RALRDFLRKE |  | YGGLDVLVNN |  | AGIAFKVADP |
| TPFHIQAEVT |  | MKTNFFGTRD |  | VCTELLPLIK |  | PQGRVVNVSS |  | IMSVRALKSC |
| SPELQQKFRS |  | ETITEEELVG |  | LMNKFVEDTK |  | KGVHQKEGWP |  | SSAYGVTKIG |
| VTVLSRIHAR |  | KLSEQRKGDK |  | ILLNACCPGW |  | VRTDMAGPKA |  | TKSPEEGAET |
| PVYLALLPPD |  | AEGPHGQFVS |  | EKRVEQW    |  |            |  |            |

A: Аланін

C: Цистеїн

D: Аспарагінова кислота

E: Глутамінова кислота

F: Фенілаланін

G: Гліцин

H: Гістидин

I: Ізолейцин

K: Лізин

L: Лейцин

M: Метіонін

N: Аспарагін

P: Пролін

Q: Глутамін

R: Аргінін

S: Серин

T: Треонін

V: Валін

W: Триптофан

Цей білок за функцією належить до оксидоредуктаз. 
Білок має сайт для зв'язування з НАДФ. 
Локалізований у цитоплазмі.